# Baekhyun (EP)
Baekhyun (estilizado como BAEKHYUN) es el miniálbum debut japonés y primer EP homónimo del cantante surcoreano Baekhyun, integrante de EXO. Fue lanzado el 20 de enero de 2021. Está disponible seis versiones, las cuales llevan el nombre de cada una de las canciones que pertenecen al disco.

## Antecedentes y lanzamiento
Seis meses después de su regreso coreano con Delight, se anunció que el cantante debutará en el mercado japonés con el lanzamiento de un álbum homónimo. Tres días antes, los internautas captaron que se trataba de un anuncio importante cuando en las cuentas oficiales de EXO en Twitter y Naver se publicaron misteriosos vídeos. También dio inicio a la publicación de varias imágenes teaser. El álbum se lanzó en un total de seis ediciones: cinco CD y un CD+DVD. Los pedidos anticipados de la primera edición limitada comenzaron el mismo día.

## Actuación en vivo
El 3 de enero de 2021, antes del lanzamiento del álbum, Baekhyun interpretó «Get You Alone» en su concierto en solitario por primera vez.

## Lista de canciones
| Baekhyun |                 |                  |                                                           |          |  |
| N.º      | Título          | Letras           | Música                                                    | Duración |  |
| 1.       | «Get You Alone» | Junji Ishiwatari | Andy Love, Alawn                                          | 4:06     |  |
| 2.       | «Addicted»      | H. Toyosaki      | Deez, Alexander Karlsson (JeL), Alexej Viktorovitch (JeL) | 3:48     |  |
| 3.       | «Whippin'»      | Mahiro           | Deez, Yunsu, Saay                                         | 3:51     |  |
| 4.       | «Drown»         | H. Toyosaki      | Frederik Jyll                                             | 3:42     |  |
| 5.       | «Disappeared»   | miwaflower       | David Amber, Andreas Öberg, JJ Evans                      | 3:18     |  |
| 6.       | «Stars»         | Iren Miyagawa    | Erik Lidbom, Andrew Choi                                  | 4:14     |  |
| 23:09    |                 |                  |                                                           |          |  |

| DVD |                                 |        |        |          |  |
| N.º | Título                          | Letras | Música | Duración |  |
| 1.  | «Get You Alone» (Vídeo musical) |        |        |          |  |
| 2.  | «Off Shot Movie»                |        |        |          |  |